# Източна рифова чапла
Източна рифова чапла (Egretta sacra) е вид птица от семейство Чаплови (Ardeidae).

## Разпространение
Видът е разпространен в Австралия, Бангладеш, Бруней, Виетнам, Гуам, Индия, Индонезия, Източен Тимор, Камбоджа, Китай, Кокосови острови, Малайзия, Маршалови острови, Микронезия, Мианмар, Нова Каледония, Нова Зеландия, Остров Рождество, Палау, Папуа Нова Гвинея, Северна Корея, Северни Мариански острови, Сингапур, Соломоновите острови, Тайланд, Тонга, Фиджи, Френска Полинезия, Филипините, Южна Корея и Япония.